# First Daughter
 First Daughter és una pel·lícula estatunidenca dirigida per Forest Whitaker estrenada el 2005. Protagonitzada per Katie Holmes com Samantha MacKenzie, filla del President dels Estats Units, que es matricula en una universitat i té una relació amb un altre estudiant, interpretat per Marc Blucas. La pel·lícula segueix la sensual Samantha mentre se li desperta un sentit nou de llibertat fora de la Casa Blanca, i els avantatges i desavantatges de la seva vida universitària i educació. Coprotagonitzada per Michael Keaton com el President dels Estats Units i Amerie Rogers com la companya d'habitació de Samantha.

## Argument
La Samantha Mackenzie (Katie Holmes) és la filla del president dels Estats Units (Michael Keaton). Ha viscut una infantesa feliç però no somia més que amb una cosa: viure com totes les joves de la seva edat. Així entra a la universitat on simpatitza amb la Mia, la seva companya d'habitació i on coneix en James (Marc Blucas), que no la deixa indiferent. Però descobreix aviat, amb gran desesperació, que James, lluny de ser un simple estudiant, és de fet...

## Repartiment
- Katie Holmes: Samantha Mackenzie
- Marc Blucas: James Lansome
- Michael Keaton: El president Mackenzie
- Amerie: Mia Thompson
- Margaret Colin: Melanie Mackenzie